# De zaak Wavers
De zaak Wavers is een hoorspel van Dick van Putten, die het ook regisseerde. De AVRO zond het uit op maandag 30 december 1963. Het duurde 88 minuten.

## Rolbezetting
- Fé Sciarone (Doris Winter)
- Robert Sobels (Jim Wavers)
- Huib Orizand (Mr. Barrows)
- Dries Krijn (Dr. Willard)
- Irene Poorter (een verpleegster)
- Rien van Noppen (Milford)
- Constant van Kerckhoven (de officier van justitie)
- Jan Borkus (de verdediger)
- Jan Verkoren (de president)

## Inhoud
Doris Winter, een 27-jarige vrouw, werd drie dagen geleden binnengebracht in het ziekenhuis en ligt nog steeds voor zich uit te staren. Ze had zich op de spoorbaan geworpen toen de trein naderde, maar twee arbeiders wisten haar nog net op tijd weg te trekken. Daarbij riep ze steeds “Jim, Jimmy!” Nu willen de dokters ontdekken wat haar zo geschokt heeft dat ze nog steeds in die apathische toestand verkeert. Pas daarna kan ze genezen worden…